# Минни (тауншип, Миннесота)
Минни (англ. Minnie) — тауншип в округе Белтрами, Миннесота, США. На 2000 год его население составило 19 человек.

## География
По данным Бюро переписи населения США площадь тауншипа составляет 90,3 км², из которых 90,3 км² занимает суша, водоёмов нет.

## Демография
По данным переписи населения 2000 года здесь находились 19 человек, 11 домохозяйств и 5 семей. Плотность населения —  0,2 чел./км². На территории тауншипа расположена 51 постройка со средней плотностью 0,6 построек на один квадратный километр. Расовый состав населения: 100,00 % белых.
Из 11 домохозяйств ни в одном не воспитывались дети до 18 лет, в 36,4 % проживали супружеские пары, в 9,1 % проживали незамужние женщины и в 54,5 % домохозяйств проживали несемейные люди. 54,5 % домохозяйств состояли из одного человека, при том 27,3 % из — одиноких пожилых людей старше 65 лет. Средний размер домохозяйства — 1,73, а семьи — 2,60 человека.
10,5 % населения — в возрасте от 18 до 24 лет, 36,8 % — от 25 до 44, 31,6 % — от 45 до 64, и _ — старше 65 лет. Средний возраст — 50 лет. На каждые 100 женщин приходилось 90,0 мужчин. На каждые 100 женщин старше 18 приходилось 90,0 мужчин.
Средний годовой доход домохозяйства составлял 46 250 долларов, а средний годовой доход семьи —  46 250 долларов. Средний доход мужчин —  68 750  долларов, в то время как у женщин — 0. Доход на душу населения составил 42 900 долларов. За чертой бедности не находились ни одна семья и ни один человек.